# Рискуя собственной шкурой
«Рискуя собственной шкурой. Скрытая асимметрия повседневной жизни» (англ. Skin in the game. Hidden Asymmetries in Daily Life) — книга американского экономиста и трейдера Нассима Николаса Талеба. 
Книга является пятым (и последним на данный момент) томом цикла Incerto (лат. Неопределенный), посвященного неопределенности и функционированию сложных систем. Предыдущие книги цикла: «Одураченные случайностью» (2001), «Чёрный лебедь» (2007), «Прокрустово ложе» (2010) и «Антихрупкость» (2012). В основе книги лежит идея о том, что люди, ответственные за принятие решений, должны не только поощряться в случае успеха, но и нести потери в случае неудачи — этот принцип Талеб и называет «Шкурой на кону». По его мнению, шкура на кону нужна, чтобы принимать правильные решения и лучше понимать жизнь. Книга посвящена «Двум храбрецам: Рону Полу, „римлянину среди греков“, Ральфу Нейдеру, „греко-финикийскому святому“».

## Содержание
Книга рассказывает о четырёх проблемах, которые, по сути, — одна: а) неопределенность и достоверность знаний (практических и научных — между ними есть разница), или, выражаясь грубее, распознавание чуши; б) симметрия в отношениях между людьми: честность, справедливость, ответственность и взаимная выгода; в) распределение информации при взаимодействии и г) рациональность в сложных системах и реальном мире. То, что эти четыре темы невозможно рассматривать отдельно, делается предельно ясно, когда вы ставите на кон… свою шкуру.

### Асимметрия поощрения
Талеб выступает с резкой критикой ситуаций, в которых те, кто принимает решения, получают награду, пока все идет хорошо, но всегда могут оправдаться непредвиденными факторами в случае неудачи. Например, банкиры получают бонусы, пока рынок растет, а за банкротство банка расплачиваются его вкладчики и налогоплательщики. По его мнению, это не только этическая проблема. Люди, не несущие ответственность за негативные последствия своих решений, «те, кто не ставит шкуру на кон», склонны неверно оценивать ситуацию. «Они не могут уяснить, что эмпирически в сложных системах нет очевидных одномерных причинно-следственных механизмов». Талеб критикует политику интервенционизма, проводимую властями США в качестве примера такого поведения. Он считает, что США раз за разом ввязываются в военные операции, не подозревая об их последствиях, именно по причине ограниченности мышления бюрократов и отсутствия риска для них. «Они сравнивают действия „диктатора“ с действиями премьер-министра Норвегии или Швеции, а не с местной альтернативой». И далее: «А когда доходит до катастрофы, интервенционисты вспоминают о неопределенности…».

### Диктатура меньшинства
Непримиримому меньшинству — определённому типу непримиримого меньшинства, поставившего шкуру (а лучше душу) на кон, — достаточно достичь минимально значимого уровня, скажем, 3-4 % населения, — и все население изменит свои установки.
Талеб считает, что именно непримиримые меньшинства, которые отказываются корректировать свое поведение, определяют то, как живёт общество, заставляя пассивное большинство подстраиваться под себя. В качестве примера он приводит Великобританию, где доля мусульман в населении составляет около 3 %, однако непропорционально большая часть продукции является халяльной. Этим правилом Талеб объясняет и повсеместное распространение английского языка, религий, изменения политического курса. Основное правило: «Можно заключить, что и моральные ценности в обществе формируются не из-за эволюции консенсуса. Нет, просто самый нетерпимый человек навязывает другим добродетель — именно потому, что он нетерпим».

### Эффект Линди
Эффект Линди — практическое правило, согласно которому ожидаемая продолжительность существования феномена прямо пропорциональна тому, сколько он существовал до этого:
…у бродвейских спектаклей, продержавшихся, скажем, сто дней, ожидаемая продолжительность жизни — ещё сто дней. Если спектакль продержался двести дней, величина составляет ещё двести дней. Данное правило и получило название «Эффект Линди».
Талеб дает собственную интерпретацию эффекта Линди с помощью антихрупкости. Согласно его точке зрения, то, насколько вещь «линдиустойчива», зависит от её реакции на стресс. Хрупкие вещи под воздействием времени разрушаются, в то время как антихрупкие по определению способны получать выгоду от встрясок и продлевать свое существование. По Талебу, практическое применение эффекта Линди — оценка явлений с точки зрения их пригодности к применению в реальных условиях. То, что существует долго, доказывает свою «линдиустойчивость» и, следовательно, заслуживает доверия. 
По сути, Линди отвечает на старые как мир метавопросы. Кто оценит эксперта? Кто сторожит сторожей? <…> Выживание — кто ж ещё.

## Реакция на книгу
Книга получила полярные отзывы в прессе. The Guardian выпустил рецензию, в которой положительно оценивается стиль произведения, однако утверждается, что «недостатки книги проявляются в деталях».
Комментируя концепцию шкуры на кону, автор рецензии утверждает, что она не способна решить все проблемы, поскольку во многих случаях те, кто прямо зависит от того или иного решения, могут быть предвзяты. «Вы бы не хотели, чтобы закон об убийствах был написан матерью убитого ребёнка».
Также в рецензии указываются некоторые неточности в доказательстве идеи диктатуры меньшинства. В рецензии утверждается, что факты, приводимые в пользу этой гипотезы, например, то, что большая часть говядины из Новой Зеландии в Великобритании халяльна, а многие рестораны сети Subway не продают сэндвичи со свининой, не имеют прямого отношения к диктатуре непримиримого меньшинства. «Фактически, Новая Зеландия производит почти исключительно халяльную говядину из-за торговых отношений с Ближним Востоком, а халяльные рестораны Subway являются частью политики компании с 2007 года <…> [в местах] где средний покупатель Subway окажется мусульманином с вероятностью гораздо больше 3 %».
The Economist в своей рецензии критикует Талеба за переход на личности, двойные стандарты по отношению к собственным аргументам и доводам своих оппонентов. «… с приходом известности появился второй Талеб, позволяющий себе неподобающие перепалки с другими мыслителями…». В то же время в журнале скорее положительно оценивают концепции шкуры на кону, диктатуры меньшинства и основные выводы книги в целом.